# Visutá lávka Hvězdonice
Visutá lávka Hvězdonice spojuje obec Hvězdonice (okres Benešov) s Poddubím (část obce Kaliště, okres Praha-východ) přes řeku Sázavu.

## Historie
V místě dnešní lávky byl původně přívoz, který však nedostačoval potřebě přepravy přes řeku v době příjezdů vlaků do nedaleké železniční stanice Hvězdonice na trati Čerčany – Světlá nad Sázavou. V roce 1977 tedy Stavby silnic a železnic vybudovaly lávku pro pěší. V plánu bylo vedle lávky vybudovat i silniční most, této stavbě však zabránili ochránci přírody.

## Lávka
Lávka je dlouhá 131 metrů, z toho 80 metrů vede nad řekou. Vstupní část mostu na straně Hvězdonic činí 34 metrů a na straně Poddubí 17 metrů. Lávka má dvě podpěry na obou stranách, hlavní pole má průvis jeden metr. Most je vybudován na 42. říčním kilometru řeky Sázavy a na jeho poddubské straně se nacházela informativní pamětní deska.
Začátkem prosince 2017 obec Kaliště nechala lávku uzavřít do doby, než se vyšetří příčiny pádu trojské lávky 2. prosince 2017.
Od listopadu 2019 je lávka opět otevřena a to na základě výsledku Kloknerova ústavu. 